# Teplička (district de Karlovy Vary)
Pour les articles homonymes, voir Teplička.
Teplička (en allemand : Töpeles, précédemment : Töppeles) est une commune du district de Karlovy Vary, dans la région de Karlovy Vary, en Tchéquie. Sa population s'élevait à 123 habitants en 2020.

## Géographie
Teplička se trouve à 10 km au sud de Karlovy Vary et à 114 km à l'ouest de Prague.
La commune est limitée par Stanovice au nord-est et à l'est, par Bečov nad Teplou au sud, et par Horní Slavkov à l'ouest et au nord-ouest.

## Histoire
La première mention écrite de la localité date de 1475.